# コンサートプロモーターズ協会
一般社団法人コンサートプロモーターズ協会（コンサートプロモーターズきょうかい、英: All Japan Concert & Live Entertainment Promoter's Conference、略称：ACPC）は、音楽コンサートツアーを主催する興行者（プロモーター）で構成される一般社団法人である。社団法人時代の監督官庁は、経済産業省商務情報政策局文化情報関連産業課。

## 概要
1990年（平成2年）10月12日、「社団法人全国コンサートツアー事業者協会」（英: All Japan Concert Promoter's Conference）として通商産業省より設立許可。1994年（平成6年）に業界共通のコンサート約款を制定した。公益法人制度改革により、2011年（平成23年）4月1日付で一般社団法人に移行し、これに伴い現名称に改称した。略称のACPCはそのまま。

## 統計
当協会の会員各社が扱った年間総公演数（本）を、1989年（平成元年）から2014年（平成26年）まで以下に示す。2003年（平成15年）以降は、2014年（平成26年）の公演数上位5都府県を内数で別の色で示す。各年の下の数値は、その年の調査対象となった会員社数。
- 東京都
- 大阪府
- 愛知県
- 福岡県
- 宮城県
- 2002年までは総公演数、以降は上位5都府県以外